# Klevens naturreservat
Kleven är ett naturreservat i Falköpings kommun i Västergötland.
Reservatet är 20 hektar stort och skyddat sedan 2005. Det är beläget 7 km öster om Falköping på Gerumsbergets nordvästra sluttning. 

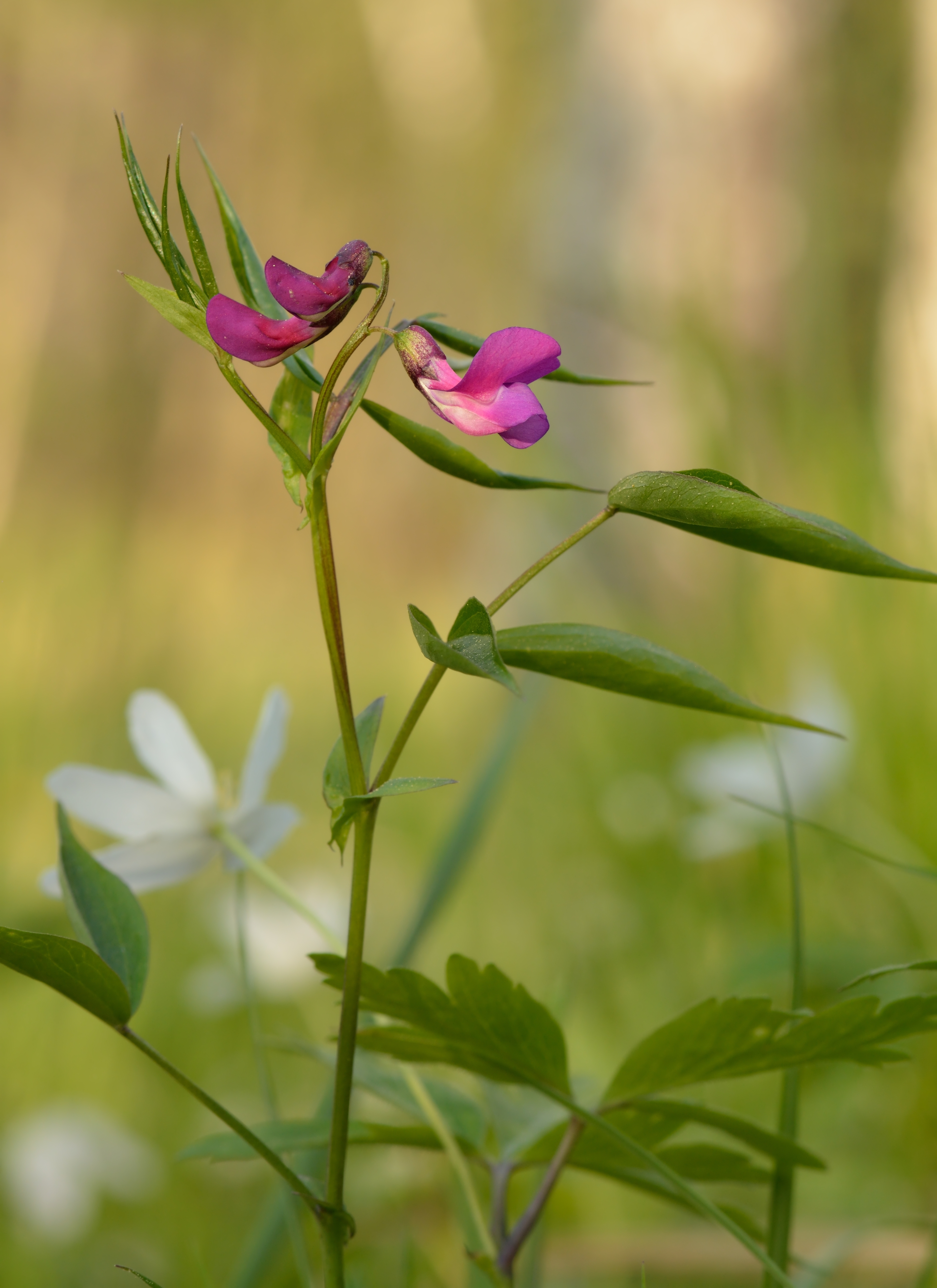
Vårärt

Redan på 1970-talet bildades Prästängen-Svartarpkärrets och Klevängens naturreservat. Dessa inlemmades i det nya naturreservatet Kleven.
Inom område finns vidsträckta lövskogar men också extremrikkärr, rasbranter, sumpskog, bäckraviner och öppna betesmarker. Där kan du hitta växter som blåsippa, skogsbingel, myskmadra, kransrams och vårärt. 
I de båda extremrikkärren, Svartarpskärret och Klevängen, växer kärrfibbla, vaxnycklar, luktsporre, tvåblad, flugblomster, gräsull och dvärglummer. I Svartarpskärret finns de hotade snäckorna kalkkärrsgrynsnäcka, och otandad grynsnäcka.
Området ingår i EU:s ekologiska nätverk av skyddade områden, Natura 2000.